# إليزابيث غوردون
إليزابيث غوردون (بالإنجليزية: Elizabeth Gordon)‏ هي محرِّرة أمريكية، ولدت في 8 أغسطس 1906، وتوفيت في 3 سبتمبر 2000.